# Moore-Instructor
Die Stelle des C.L.E. Moore Instructors wurde nach Clarence Lemuel Elisha Moore (1876–1931) benannt, der von 1904 bis zu seinem Lebensende Professor für Geometrie am Massachusetts Institute of Technology (MIT) war.
Sie wird jährlich mehrfach von der Fakultät für Mathematik (Math Department) des MIT an junge Doktoren der Mathematik (Ph.D.) vergeben, um ihnen zu ermöglichen, sich zwei Jahre lang reiner  mathematischer Tätigkeit zu widmen. Von ihnen, als Dozenten (engl. instructors), wird erwartet, dass sie sich außer in der Lehre auch  in der Forschung engagieren. Der Posten eines Moore-Instructors ist hoch angesehen und gilt deshalb als sehr erstrebenswert. Die Zahl der Moore-Instructors schwankt pro Jahr, kann aber durchaus bei 15 und mehr liegen.

## Inhaber
Inhaber dieser Position waren unter anderem: Elias Stein, Daniel Quillen, James Serrin, Sigurdur Helgason, Tom Apostol, Felix Browder, John Forbes Nash Jr., Harry Fürstenberg, George Springer, Paul Cohen, Edward Thorp, James Simons, Egbert Brieskorn, Peter Dombrowski, Robert Strichartz, Richard P. Stanley, William Messing, Alexander Kechris, Anthony W. Knapp, Alan Weinstein,  Mark Goresky, Joe Harris, Robert Rumely, Joseph Silverman, Daniel S. Freed, Karen Smith, Alexander Braverman, Matilde Marcolli, Nancy Kopell, George Duff, John Garnett, Charles C. Conley, Nils Dencker, Irwin Kra, Walter Rudin, Akshay Venkatesh, Isadore M. Singer, Michael Wolf, Robert Thomason, Curtis McMullen, Shang-Hua Teng, Ravi Vakil und James D. Stasheff.